# Stazione di Buzău
La stazione di Buzău (in romeno Gara Buzău) è la principale stazione ferroviaria di Buzău, nell'omonimo distretto, in Romania. Inaugurata nel 1873, un anno dopo l'apertura della linea ferroviaria Bucarest-Galați, è un importante snodo ferroviario. La stazione è servita dai treni della Căile Ferate Române (CFR).

## Posizione
La stazione si trova nella parte centro-meridionale di Buzău, in una piazza semicircolare nei pressi di Bd. 1 decembrie 1918, n° 1. 
È considerata lo snodo principale del trasporto pubblico della città. Nove linee di autobus su dieci si fermano qui vicino e sei di esse terminano qui.

## Linee ferroviarie
- Bucarest-Vicșani
- Buzău-Fetești
- Buzău-Nehoiașu